# Vättern
Vättern (švedsko: [ˈvɛ̌tːɛɳ])) je drugo največje jezero na Švedskem, takoj za Vänernom, in šesto največje jezero v Evropi. Je dolgo, prstasto oblikovano sladkovodno telo v južni osrednji Švedski, jugovzhodno od Vänerna, ki kaže na konico Skandinavije. Jezero Vättern je globoko, in vsebuje približno polovico manj vode kot Vänern, čeprav pokriva približno tretjino manjše površine; njegova najgloblja točka je 128 metrov pod morsko gladino.
Vättern se izteče v Motala ström skozi Bråviken v Baltsko morje, od leta 1832 pa ima tudi dolvodno povezavo preko Götskega prekopa z Vänernom in morskim območjem Kattegat ter Atlantskim oceanom. Jezero ima veliko izvirov iz rek in majhnih jezer, najvišje ležeči izviri pa so v bližini Nässjöja na južnošvedskem višavju blizu jugovzhodne obale.

## Ime
Ime Vättern je tesno povezano z besedo vatten, švedsko besedo za vodo, in pomeni tudi »voda, jezero«.

## Geografija
Skupna površina jezera je približno 1912 km2, porečje pa je nekaj več kot dvakrat večje, približno 4503 km2. Najgloblja znana točka, ki je južno od otoka Visingsö, meri 128 metrov. Povprečna globina je 41 metrov. Obseg jezera je približno 642 km. Prostornina je 77,0 km3. Te številke so običajno fiksne, saj je gladina jezera regulirana.
Jezero, ki je v Götalandu, izsušuje Motalski prekop, ki se začne pri Motali in se na koncu izliva skozi nadzorovan prekop v Baltsko morje. Jezero vključuje slikovit otok Visingsö, ki je zunaj Gränne. Druga mesta ob jezeru so Vadstena, Jönköping, Hjo, Askersund, Åmmeberg in Karlsborg. Meji ga na province Västergötland, Närke, Östergötland in Småland.
Na severu je slikovit, a ne gorat celinski fjord Alsen. Približno 62 % porečja je še vedno prekrite s smrekovim, borovim in listnatim gozdom. Približno 26,7 % je namenjenih kmetijstvu.

## Geologija
Medtem ko naj bi mnoga manjša jezera na jugu Švedske nastala z ledeniškim odnašanjem nepravilnega preperenega plašča v zadnjih 2,5 milijona letih, je jezero Vättern nastalo zaradi tektonike kot tektonski jarek pred 700 do 800 milijoni let v neoproterozoiku. Granitne temeljne kamnine v jezeru so deformirane (foliirane) zaradi protoginske cone, ki prečka območje. Porečje je delno zapolnjeno s sedimentnimi kamninami skupine Visingsö iz neoproterozoika. Ta skupina vključuje kamnine, kot so konglomerat, peščenjak, arkozitni peščenjak in karbonati. Starejši od teh sedimentov so se odložili, preden je Vättern nastal kot jarek. Mikrofosili akritarha, kot je Chuaria circularis, so pogosti v skupini Visingsö.
V zadnjih milijonih let so jezero in njegovo okolico prekrile številne poledenitve, ki so ob umikanju pustile ledeniške proge in drumline.
Današnje jezero se je začelo kot neodvisno vodno telo, ki ga je po zadnji ledeniški dobi okoli 10.000 let pred našim štetjem pustil umikajoči se skandinavski ledenik. Postalo je manjši zaliv baltskega ledenega jezera. Večina reliktnih vrst jezera (kot je jezerska zlatovčica (Salvelinus alpinus)) izvira iz tistega časa. Kasneje je bilo zaliv Yoldskega morja, nato pa se je povezalo z jezerom Ancylus, ki se je izlivalo na severnem koncu njegovega območja. Približno pred letom 8000 je neenakomerni skandinavski izostatični dvig kopnega Vättern dvignil nad Ancylus in oba sta se ločila.
Letni postglacialni dvig danes znaša 3,5 mm v severovzhodni Motali in 2,6 mm v južnem Jönköpingu. To pomeni, da se Vättern vsako leto nagne proti jugu za 1 mm.

## Biologija
Jezero vsebuje fitoplankton in zooplankton, kot sta Ceponožci in vodne bolhe. Med bentoske vrste spadajo raki, maloščetinci, dvokrilci in školjke. Poleg tega je tu še več vrst rib, vključno s Salvelinus salvelinus, Coregonus lavaretus in atlantski losos. Jezero je znano po svoji vatternjski zlatovščici, imenovani Salvelinus alpinus. Slednja je genetsko podobna sommenski zlatovščici v bližnjem Sommenskem jezeru in zlatovščici Ladoškega jezera v Rusiji.

## Uporaba

### Jezero
Vättern je znan po odlični kakovosti svoje prozorne vode. Številne občine na tem območju zajemajo pitno vodo neposredno iz Vätterna. Jezerska voda zahteva zelo malo čiščenja, preden se črpa v komunalne sisteme, naravno, neobdelano vodo pa je mogoče varno piti skoraj od koder koli v jezeru. Domneva se, da je Vättern največje vodno telo s pitno vodo na svetu. Okoliške občine predelajo 100 % svojih odplak.
Vättern je znan po vsakoletni rekreativni kolesarski dirki Vätternrundan, ki privabi približno 20.000 udeležencev na 300 km dolgo pot okoli obale jezera.
Vättern je znan tudi po ribolovu, ki služi ljudem v bližnjih okrožjih. Turistični, športni ribiči in dopustniki lahko prosto lovijo ribe v jezeru, če ne uporabljajo mrež. Jezero se uporablja tudi za komercialni ribolov.

### Porečje
V porečju zaposlujejo številne panoge: rudarstvo, proizvodnja, gozdarstvo in papirna industrija. Kmetovalci gojijo govedo, ovce, prašiče in perutnino.

## V popularni kulturi
Po katoliški cerkvi je sveta Katarina Vadstenska storila čudež, v katerem so bili na ledu jezera trije ljudje v nevarnosti.
Thomas Nashe omenja to jezero (jezero Vether) v svojem delu Nočne grozote (objavljenem leta 1594), čeprav jezero zmotno umešča na Islandijo:

Čudovita nad ostalimi so nerazumljiva čudesa brezna jezera Vether, nad katerim nobena ptica ne leti, ne da bi bila zmrznjena do smrti, in noben človek ne hodi, ne da bi bil nesmiselno otrpel kot marmorni kip.

Vsi prebivalci okoli njega so oglušeni od grozljivega bučanja njegovih voda, ko se zima razblini, in led pri topljenju povzroči grozljiv pok, podoben gromu, ko se iz središča jezera, kot iz Mont-Gibella, vali žveplen smrdljiv dim, ki skoraj zastrupi vso državo.
Jezero Vether je omenjeno tudi v eseju Samuela Johnsona za The Idler št. 96 o Hachu iz Laponske. John Bauer, njegova žena Ester in njun triletni sin Bengt so se utopili v noči 19. novembra 1918, ko se je v slabem vremenu potopil parnik Per Brahe na jezeru.